# Richmond Open 1971
Il Richmond Open 1971 è stato un torneo di tennis giocato sul sintetico indoor. È stata la 6ª edizione del torneo che fa parte del Pepsi-Cola Grand Prix 1971. Si è giocato a Richmond negli Stati Uniti dal 2 al 7 febbraio 1971.

## Campioni

### Singolare maschile
Ilie Năstase ha battuto in finale  Arthur Ashe con il punteggio di 3–6, 6–2, 6–4

### Doppio maschile
Arthur Ashe /  Dennis Ralston hanno battuto in finale  John Newcombe /  Ken Rosewall con il punteggio di 7–6 3–6 7–6